# Koeznetsk-depressie
De Koeznetsk-depressie (Russisch: Кузнецкая котловина; Koeznetskaja kotlovina) is een depressie in Zuid-Siberië rond de Koeznetskse Alataoe in het noordoosten, de Salairrug in het zuidwesten en de Bergachtige Sjor in het zuiden. Het gebied omvat ongeveer 70.000 km², met hoogten tot 500 meter en heeft een lengte van 400 kilometer bij 120 kilometer. Het wordt gespleten door een netwerk van riviervalleien. De belangrijkste rivieren zijn de Tom, Inja en andere zijrivieren van de Ob.
Het centrale gedeelte heeft verschillende mesozoïsche basalt bergketens met hoogten van 600 tot 740 meter, zoals de Taradanovketen, Saltymakovketen en het Karakangebergte. De depressie bevat het beroemde steenkoolgebied Koezbass. De belangrijkste steden zijn Kemerovo, Novokoeznetsk en Prokopjevsk.